# Quasi quasi/Vittima dei sogni
Quasi quasi/Vittima dei sogni è il 24° singolo discografico del gruppo musicale italiano dei Nomadi, pubblicato in Italia nel 1976 dalla Columbia.

## Tracce
1. Quasi quasi (Bruno Tavernese, Luigi Albertelli)
2. Vittima dei sogni (Beppe Carletti, Carlo Alberto Contini)

Durata totale: 0:00